# تشابونگ، بوتسوانا
تشابونگ (به انگلیسی: Tshabong) شهری در ناحیهٔ کگالاگدی کشور بوتسوانا است که در سال ۲۰۰۰ میلادی ۷٬۲۲۸ نفر جمعیت داشته که از این تعداد، ۳٬۶۷۱ نفر مرد و ۳٬۵۵۷ نفر زن بوده‌اند.